# Enrico Delle Sedie
Enrico Augusto Delle Sedie (ur. 17 czerwca 1822 w Livorno, zm. 28 listopada 1907 w La Garenne-Colombes) – włoski śpiewak operowy, baryton.

## Życiorys
Był uczniem Cesario Galeffiego. W 1848 roku uczestniczył w wydarzeniach Wiosny Ludów, za co spędził pewien czas w więzieniu. Na scenie zadebiutował w 1851 roku we Florencji tytułową rolą w Nabucco Giuseppe Verdiego. Występował na scenach włoskich, w Wiedniu, Petersburgu, Londynie i Paryżu, zdobywając sobie sławę jako wykonawca partii barytonowych w operach Verdiego, a także tytułową rolą w Don Giovannim Mozarta i jako Figaro w Cyruliku sewilskim Rossiniego. W latach 1867–1871 uczył śpiewu w Konserwatorium Paryskim. Opublikował dwie prace teoretyczne, Arte e fisiologia del canto (Mediolan 1876) i L’estetica del canto e dell’arte melodrammatica (Mediolan 1886), a także rozprawę Riflessioni sulle cause della decadenza della scuola di canto in Italia (Paryż 1881).